# گوموش‌لو (شرور)
گوموش‌لو (به لاتین: Gümüşlü) یک منطقه مسکونی در جمهوری آذربایجان است که در شهرستان شرور واقع شده است. گوموش‌لو ۴۸۹ نفر جمعیت دارد.